# Facel Vega Facel III

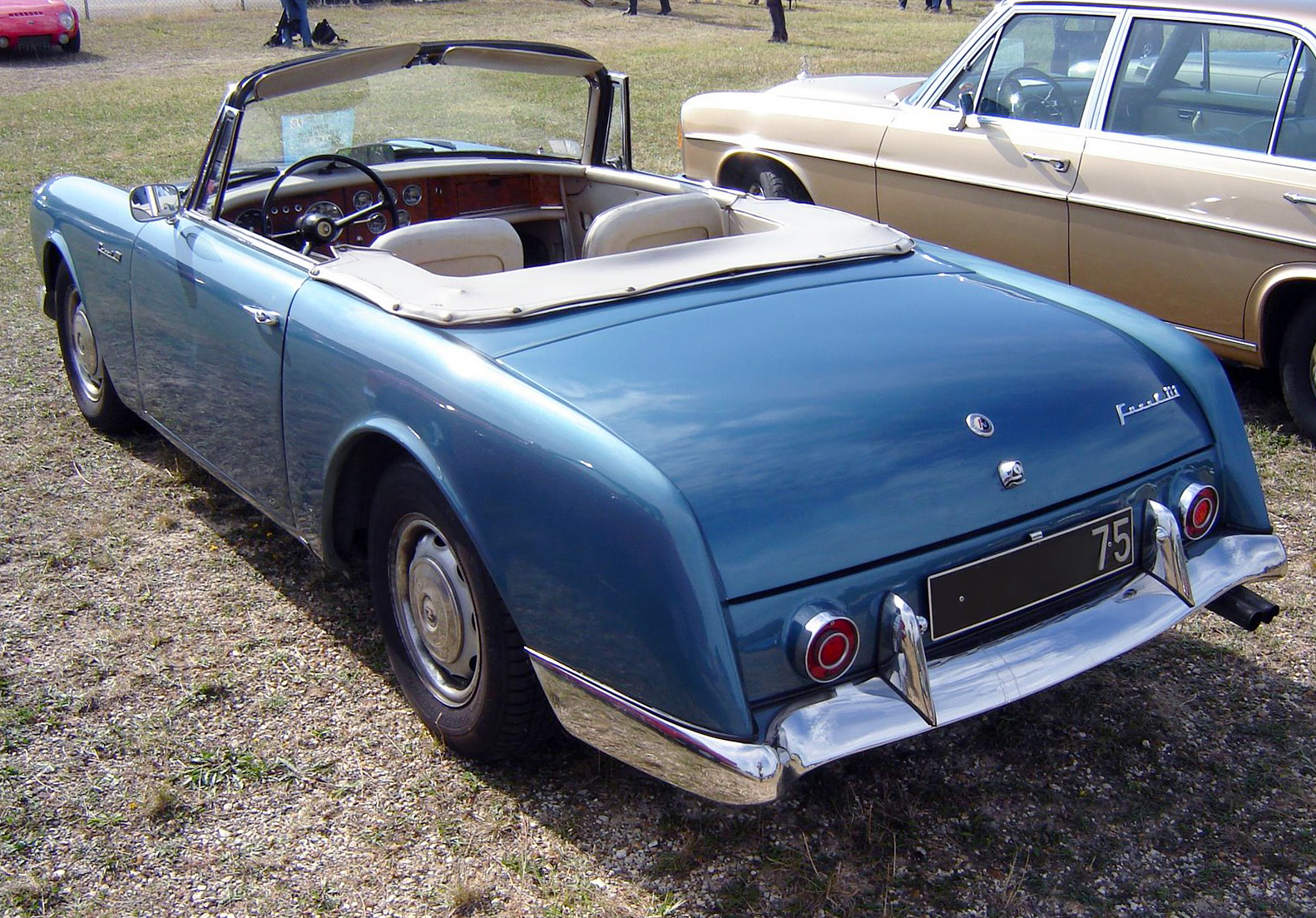
Facel Vega Facel III Cabriolet (Heckansicht)

Der Facel Vega Facel III (Typ FB) war ein Sportwagen, den der französische Automobilhersteller Facel S.A. von 1963 bis 1964 baute.
Das Modell wurde als Nachfolger des Facellia entwickelt, um auf die Kritik an den durch Motorschäden geplagten ersten Exemplaren dieses Modells zu reagieren und der Kundschaft Sicherheit in Bezug auf die Zuverlässigkeit des Motors zu geben.
Der Wagen wurde im April 1963 der Fachpresse vorgestellt und stand gleich danach zum Verkauf.

## Beschreibung
Dieses Modell war mit dem Vierzylinder-Reihenmotor des Volvo P1800 mit 1780 cm³ Hubraum ausgestattet. Der Volvo-B18-Motor entwickelte im Facel III 108 PS (79 kW) und war mit einem Vierganggetriebe aus demselben Hause gekoppelt, das auf Wunsch auch mit Overdrive geliefert werden konnte. Fahrwerk, Lenkung und Bremsanlage entsprachen dem Vorgängermodell Facellia.
Der Wagen sah seinem Vorgänger Facellia F2 recht ähnlich: Man konnte dies an den von Marchal-Mégalux zugelieferten Hauptscheinwerfern und am mit Holzimitat verkleideten Armaturenbrett erkennen. Dagegen erhielt der Wagen einen Kühlergrill im Stil des Facel II, die hinteren Kotflügel waren geglättet, der Kofferraumdeckel abgerundet und die Rücklichter kreisförmig. Die Sitze waren mit Kunstleder oder auf Wunsch im echten Leder bezogen.
Der Facel III wurde 624 mal gebaut, davon 192 Stück als Cabriolet. Nachfolger war der Facel 6, eine Sechszylinderversion des Facel III.

## Einstufung im französischen Steuer- und Versicherungssystem
Der Wagen war mit 10 CV eingestuft.